# Dziedzice (powiat namysłowski)
Dziedzice (niem. Dziedzitz) – wieś w Polsce położona w województwie opolskim, w powiecie namysłowskim, w gminie Domaszowice. W tej miejscowości ostatnie lata spędził poeta i działacz narodowy serbołużycki Jan Skala.
W latach 1975–1998 miejscowość należała administracyjnie do województwa opolskiego.

## Nazwa
Nazwa miejscowości jest notowana od XIII wieku. Pierwszy zapis w łacińskim dokumencie z 1254 brzmiał Preuatouici, 1271 Preuacouiz Polonorum, 1300 Przeiacowitz polonicali, Prziakowitz polonicali, 1561/62 ex Dziedzicz, 1666/67 Dziedzic, 1736 Dziedziec, 1743 Dziedzüitz, 1795 Dziedzietz, 1845 Dziedzitz, Dziedzice, 1869 Dziedzicz.
Najstarsze zapisy wskazują, że miejscowość prawdopodobnie pierwotnie nazywała się *Przejakowicy. Była to nazwa patronimiczna od nazwy osobowej *Przejak, Przejko, form zdrobniałych od imion złożonych typu Przejęsław, utworzona dodaniem sufiksu -owicy, -owice. Później zastąpiona została nazwą Dziedzice, którą w formie Dziedzitz przejęli Niemcy. W 1930 roku nazwę Dziedzitz zmieniono na Erbenfeld.

## Historia
22 stycznia 1945 w Dziedzicach doszło do tragedii w domu Penkallów. Żołnierze Armii Czerwonej podczas wspólnej uczty z przedstawicielami lokalnej ludności dokonali mordu na 8 osobach. Wśród pomordowanych znalazł się, prześladowany wcześniej przez Gestapo, przywódca narodu Serbołużyckiego, wybitny publicysta i znawca prawa międzynarodowego – Jan Skala.

## Zabytki

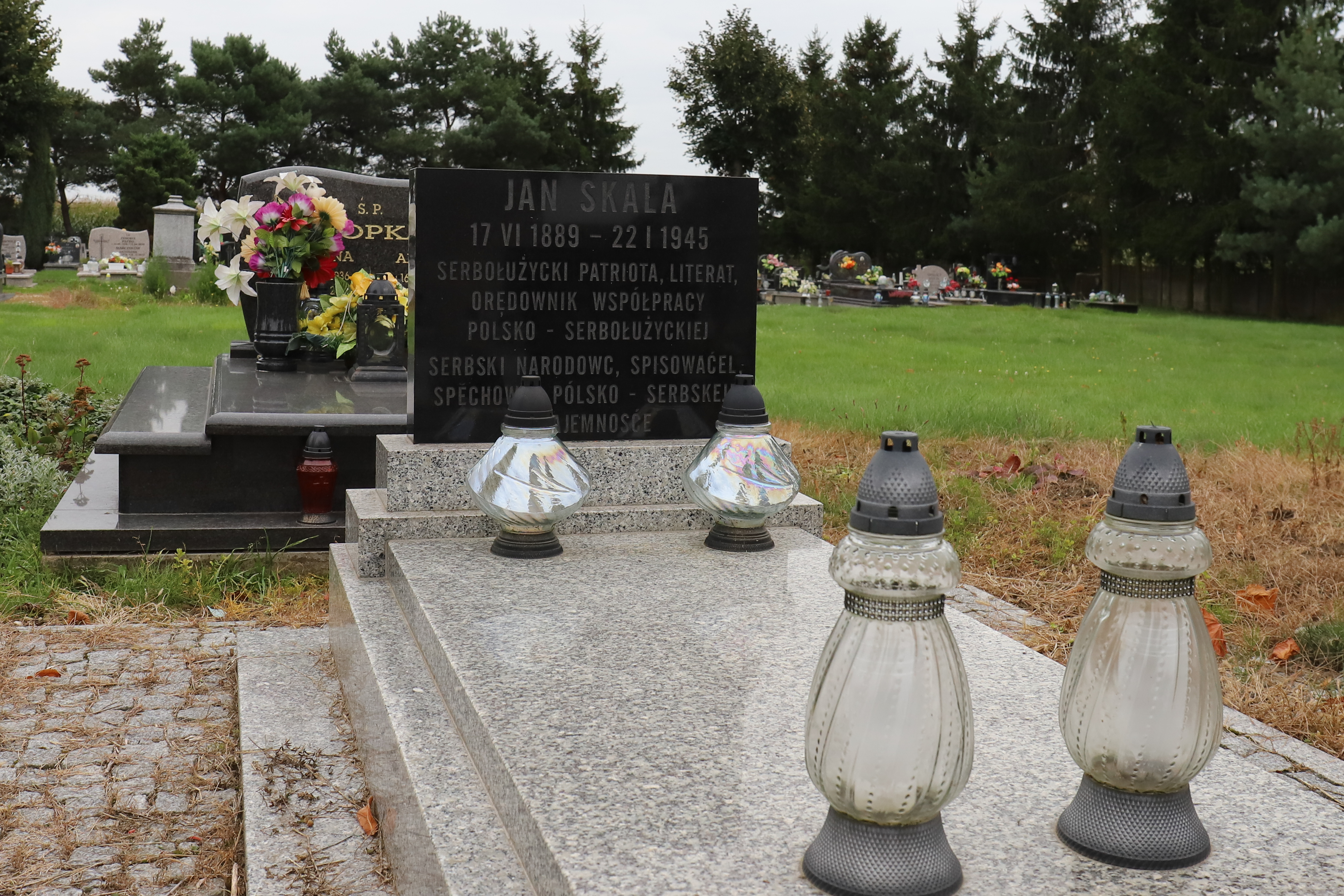
Grób Jana Skali

Do wojewódzkiego rejestru zabytków wpisane są:
- kaplica przydrożna, naprzeciwko bramy na cmentarz par. pocz. XX
- grób Jana Skali, na cmentarzu parafialnym, z 1945 r.